# Савін Андрій Валерійович
Андрíй Вале́рійович Са́він (нар. 10 січня 1985, Маріуполь) — український волейболіст, зв'язуючий, колишній гравець національної збірної України. Майстер спорту.

## Життєпис
Народився 10 січня 1985 року в м. Маріуполі.
Волейболом займається з 15 років. Перший тренер — Віктор Ткач.
Виступав за «Азовсталь» («Маркохім», Маріуполь), з літа 2007 року виступав за ВК «Будівельник-Динамо-Буковина» (Чернівці).
У сезоні 2010—2011 грав у складі красноперекопської «Кримсоди», був капітаном команди.
Грав за юніорську (був її капітаном) та молодіжну збірні України. Гравець національної збірної України.

### Досягнення
Чемпіон України у вищій лізі.